# Хак (инструмент)

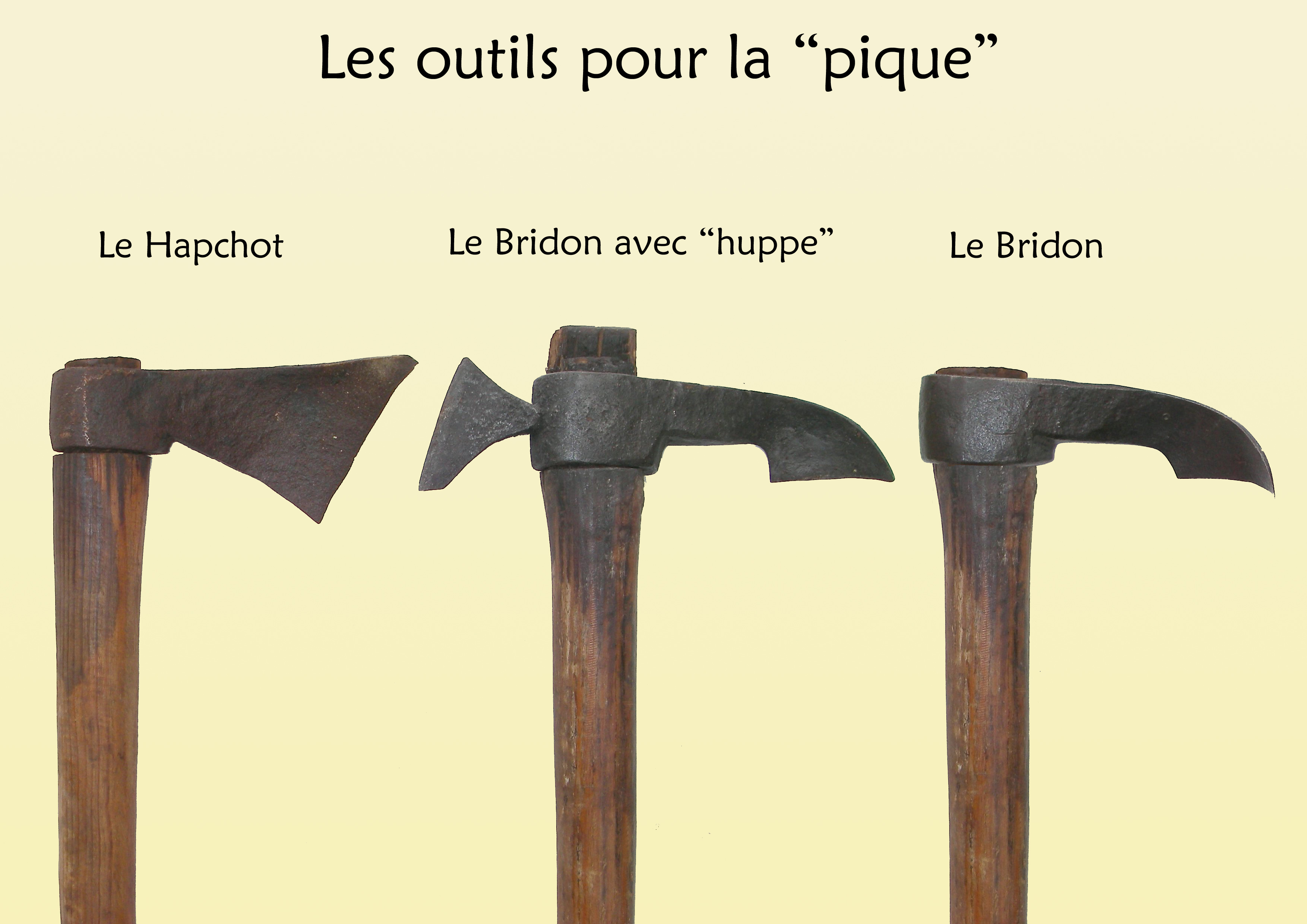

Хак (от англ. hack, также абшо́, от фр. hapchot) — инструмент, используемый при подсочке смолы некоторых хвойных деревьев (сосны, лиственницы, сибирской кедровой сосны) путём нанесения прорезов на стволе предварительно частично окорённого дерева (с оставлением примерно миллиметрового слоя коры) устанавливаемыми в инструменте резцами.
Существуют как ручные, так и механизированные (пневматические) хаки с возможностью подачи стимулирующей жидкости, например, ХСДЦ.

## Ручной хак
Хак бывает: с двумя направляющими (в каждую вставляется резец (над направляющей), для каждой стороны своя направляющая) для нанесения прорезов один над другим (восходящяя подсочка) и с одним направляющим (один резец) для нанесения прорезов один под другим (нисходящая подсочка), в этом случае направляющие сдвоенные и ставится один резец между ними.

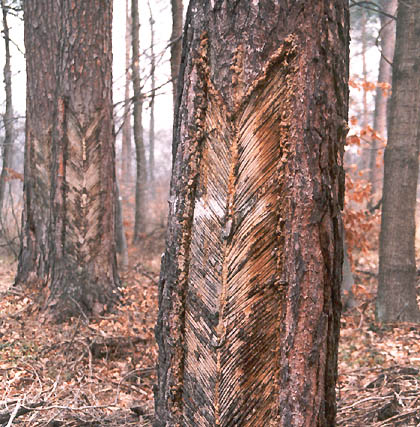

Резцы крепятся на круглой ручке, держа которую, вздымщик (рабочий, производящий добычу живицы) применял инструмент, производя прорезы на стволе от центра карры (окорённой части ствола, примерно 2/3 диаметра) по восходящей вправо и влево, образуя «перевёрнутую ёлочку».
В СССР в 1956 году был изобретён огибающий хак, позволяющий делать засечки без подъёма на лестницу.